# Lektor (posługa kościelna)
Lektor – chrześcijanin ustanowiony do czytania słowa Bożego w zgromadzeniu liturgicznym.
Niekiedy, zważywszy na okoliczności, dopuszcza się możliwość sprawowania tych czynności podczas liturgii przez inne osoby świeckie, niebędące ustanowionymi przez władzę kościelną. Wówczas lektorom powierza się troskę o prawidłowe przygotowanie tych osób.

## Kościół rzymskokatolicki

### Historia
Pierwsze informacje o zinstytucjonalizowanym lektoracie pochodzą z pierwszych wieków chrześcijaństwa. Już w 251 roku papież Korneliusz wymienia istniejące w Kościele Rzymskim grupy duchownych, wśród których są także lektorzy. Istnienie tego urzędu w starożytności potwierdzają Tertulian i św. Cyprian.
W pierwszych wiekach lektorat był stopniem wejściowym do stanu duchownego, od piątego stulecia wprowadzenie do duchowieństwa następowało z przyjęciem tonsury.
Początkowo lektorzy zdobywali stosowną wiedzę oraz umiejętności przez praktykę, ale już w 527 roku hiszpański synod w Toledo polecił, żeby lektorów uczyć i wychowywać w domu biskupa. Z czasem zadanie kształcenia młodych duchownych przeszło na proboszczów, co dało początek szkołom parafialnym.
W Kościele obrządku łacińskiego lektorat określano dawniej (podobnie jak ostiariat, egzorcystat i akolitat) terminem święcenia niższe. 15 sierpnia 1972 r. papież Paweł VI w dekrecie Ministeria Quaedam zarządził, że „święcenia, które dotychczas nazywały się niższymi, mają być odtąd nazywane posługami”. Papież zalecił też, by Stolica Apostolska wydała zreformowany obrzęd ustanowienia lektora i akolity. Od 2021 roku (decyzją papieża Franciszka) posługę lektora mogą pełnić również odpowiednio przygotowane kobiety.
W Kościołach Wschodnich ustanowienie do posługi lektoratu nazywane jest chirotesją.
Z założenia posługa lektora udzielana jest dożywotnio. Ustanowiony lektor może zostać pozbawiony właściwych sobie uprawnień liturgicznych, a następnie przywrócony do wykonywania posługi, jednakże obrzędu ustanowienia w takiej sytuacji nie powtarza się. W przypadku alumna polskiego seminarium duchownego, wykonywanie uprawnień właściwych lektorowi ulega zawieszeniu z chwilą przerwania przez niego studiów seminaryjnych, o ile ordynariusz nie postanowi inaczej.

### Lektor ustanowiony

#### Ustanowienie w posłudze lektora

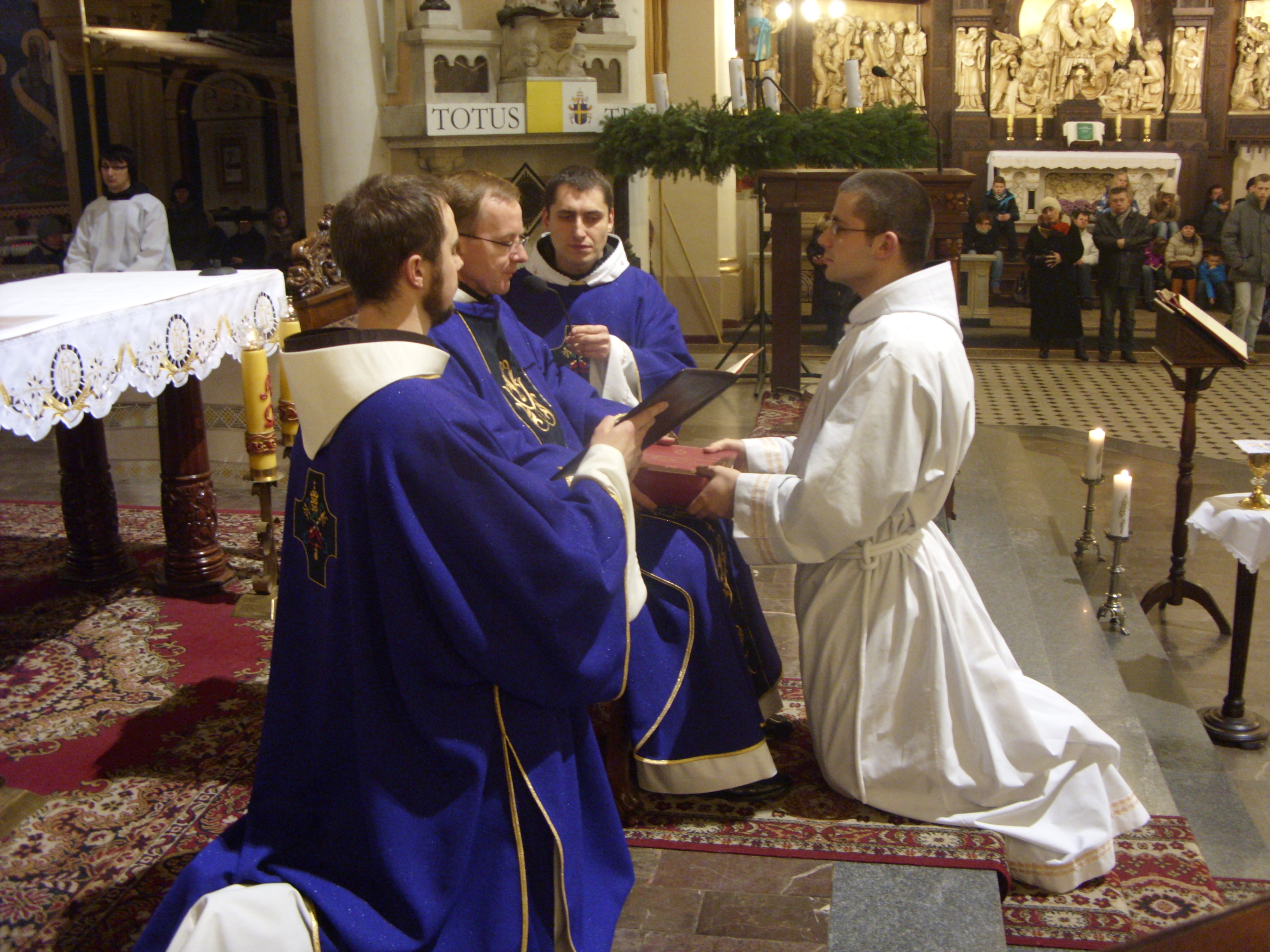
Udzielanie posługi lektoratu w bazylice w Katowicach-Panewnikach w 2012

Kandydat na lektora musi mieć odpowiednie przygotowanie. Posługę lektoratu udziela biskup lub przełożony zgromadzenia zakonnego, odmawiając nad kandydatem stosowną modlitwę z Pontyfikału Rzymskiego i wręczając kandydatowi księgę Pisma Świętego. Grupy, w których stale sprawuje się Mszę świętą według Mszału Piusa V (np. Bractwo świętego Piotra) nadal praktykują udzielanie lektoratu według starego Pontyfikału Rzymskiego z czasów reformy potrydenckiej.
Kanon 1035 Kodeksu Prawa Kanonicznego wymaga, by kandydat do święceń diakonatu przez co najmniej pół roku pełnił posługę lektora i akolity. Stąd też, udzielenie posługi lektoratu jest stałym elementem formacji alumnów III roku studiów seminaryjnych, a także kandydatów do diakonatu stałego.

#### Zadania lektora w liturgii
Lektor odczytuje lekcje z Pisma Świętego (z wyjątkiem Ewangelii); może przy braku diakona czy kantora zapowiadać wezwania modlitwy powszechnej, a także wykonać psalm responsoryjny. W czasie procesji na wejście, gdy nie ma diakona, może także wnieść księgę Ewangelii (Ewangeliarz).
Poza mszą świętą może, w imieniu Kościoła: przewodniczyć nabożeństwom (np. różaniec, gorzkie żale, majowe, czerwcowe itp.), błogosławić pokarmy w Wielką Sobotę i maszyny rolnicze, oraz (jeśli tak ustanowi biskup diecezjalny) dokonać chrześcijańskiego pogrzebu (stacja w domu zmarłego i na cmentarzu).
Strojem liturgicznym ustanowionego lektora jest alba (gdy jej krój tego wymaga, przepasana na biodrach cingulum – sznurem i uzupełniona przez humerał, który zasłania strój wokół szyi).

#### Zadania lektora poza liturgią
Poza liturgią ustanowiony lektor przygotowuje inne osoby świeckie do publicznego czytania słowa Bożego. Jest także wezwany do zaangażowania się przynajmniej w części z poniższych aspektów działalności chrześcijańskiej:
- przygotowanie wiernych do godnego przyjęcia sakramentów;
- pomoc w przygotowaniu i prowadzeniu katechezy dorosłych;
- zaangażowanie w inne formy posługi słowa w parafii;
- ożywianie misyjnych zadań parafii;
- animowanie życia modlitewnego w parafii;
- wspieranie rodzin przed pogrzebem i po pogrzebie bliskich.

### Lektor promowany (ministrant słowa Bożego)

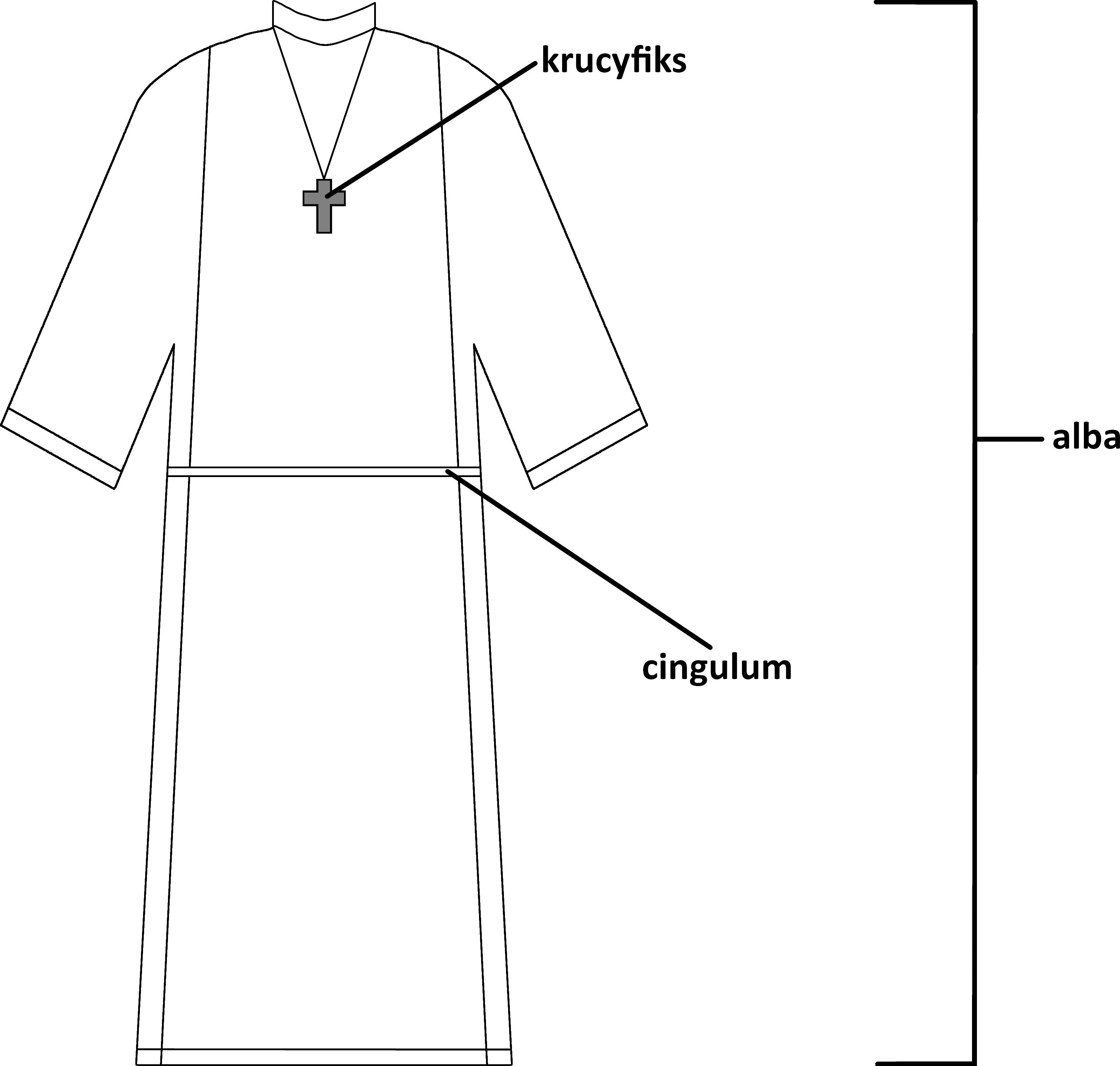
Strój liturgiczny promowanego lektora w Kościele katolickim w Polsce

Gdy brak jest ustanowionego lektora, słowo Boże w liturgii odczytuje kapłan, bądź powierza się je odpowiednio przygotowanym ministrantom. Jak czytamy w pkt 10 Instrukcji Episkopatu Polski w sprawie udzielania posługi lektora i akolity świeckim mężczyznom z dnia 2 X 2007 r., „Należy odróżnić praktykę błogosławienia młodych chłopców do czytania słowa Bożego
od posługi lektora. Nie otrzymują oni posługi lektoratu, lecz błogosławieństwo do spełnienia funkcji czytania słowa Bożego podczas liturgii.”
Kurs lektorski dla ministrantów jest organizowany w Polsce przez diecezjalnych i dekanalnych duszpasterzy służby liturgicznej, i trwa zazwyczaj około roku. Obejmuje wykłady z podstaw liturgiki, biblistyki i teologii, a także warsztaty z fonetyki i śpiewu. Kończy się udzieleniem przez kapłana błogosławieństwa do pełnienia funkcji lektora, odczytanego z Agendy liturgicznej oraz wręczeniem księgi Pisma Świętego – nie zawsze się to stosuje ze względów materialnych.
Podobny kurs może (a nawet jest to wskazane, gdy funkcja lektora jest jej powierzona na dłuższy czas) odbyć także kobieta.
Biskupi, mając prawo zaadaptowania szat liturgicznych do lokalnych potrzeb, w niektórych diecezjach w Polsce wyrazili zgodę, by ustanowieni lektorzy, niebędący alumnami seminarium, jak i pobłogosławieni do funkcji lektora ministranci, nosili na albie tzw. krzyż lektorski.

### Lektor jako funkcja w liturgii
Lektorem można nazywać każdego z wiernych, który wykonuje podczas Mszy świętej funkcje przewidziane dla lektora. Prawo Kościelne dopuszcza, by w razie potrzeby, czytania mszalne wykonywali także wierni, którzy nie zostali ustanowieni lektorami, ani nie ukończyli Kursu Lektorskiego. Nie wymaga się od nich używania szat liturgicznych.

## Kościoły prawosławne oraz Katolickie Kościoły wschodnie
Lektorat to pierwszy z grupy niższych stopni kościelnych w Cerkwi. Do pełnienia funkcji lektorzy powoływani są przez biskupa poprzez chirotesję (odpowiednik rzymskokatolickiego ustanowienia do posługi).
„Lektor otrzymuje podraśnik i sticharion, a w trakcie uroczystości nakładany jest na niego mały felon, w którym czyta wybrany tekst z Listów Apostolskich. Potwierdza to jego znajomość pisma, języka liturgicznego i ilustruje posługę lektoratu.”
Po postrzyżynach lektorskich można nosić podraśnik (sutannę). Lektor otrzymuje błogosławieństwo dla służby przy nabożeństwach. Lektor (cztiec) czyta i śpiewa modlitwy podczas nabożeństw oraz czyta Pismo Święte i psalmy. Chirotesja na lektora udzielana jest dożywotnio.